# Irlandczyk (film)
Irlandczyk (ang. The Irishman) – amerykański dramat kryminalny z 2019 roku w reżyserii Martina Scorsese, ze scenariuszem Stevena Zailliana, zrealizowany na podstawie książki Słyszałem, że malujesz domy... Charlesa Brandta. W rolach głównych wystąpili Robert De Niro, Al Pacino i Joe Pesci. Zdjęcia kręcono w Nowym Jorku, New Jersey oraz na Florydzie.

## Fabuła
Frank „Irlandczyk” Sheeran wspomina swą przeszłość, w szczególności jego przyjaźń z szefem mafii, Russellem Bufalino, i związkowcem, Jimmym Hoffą, na którego po latach współpracy mafia wydała wyrok.

## Obsada

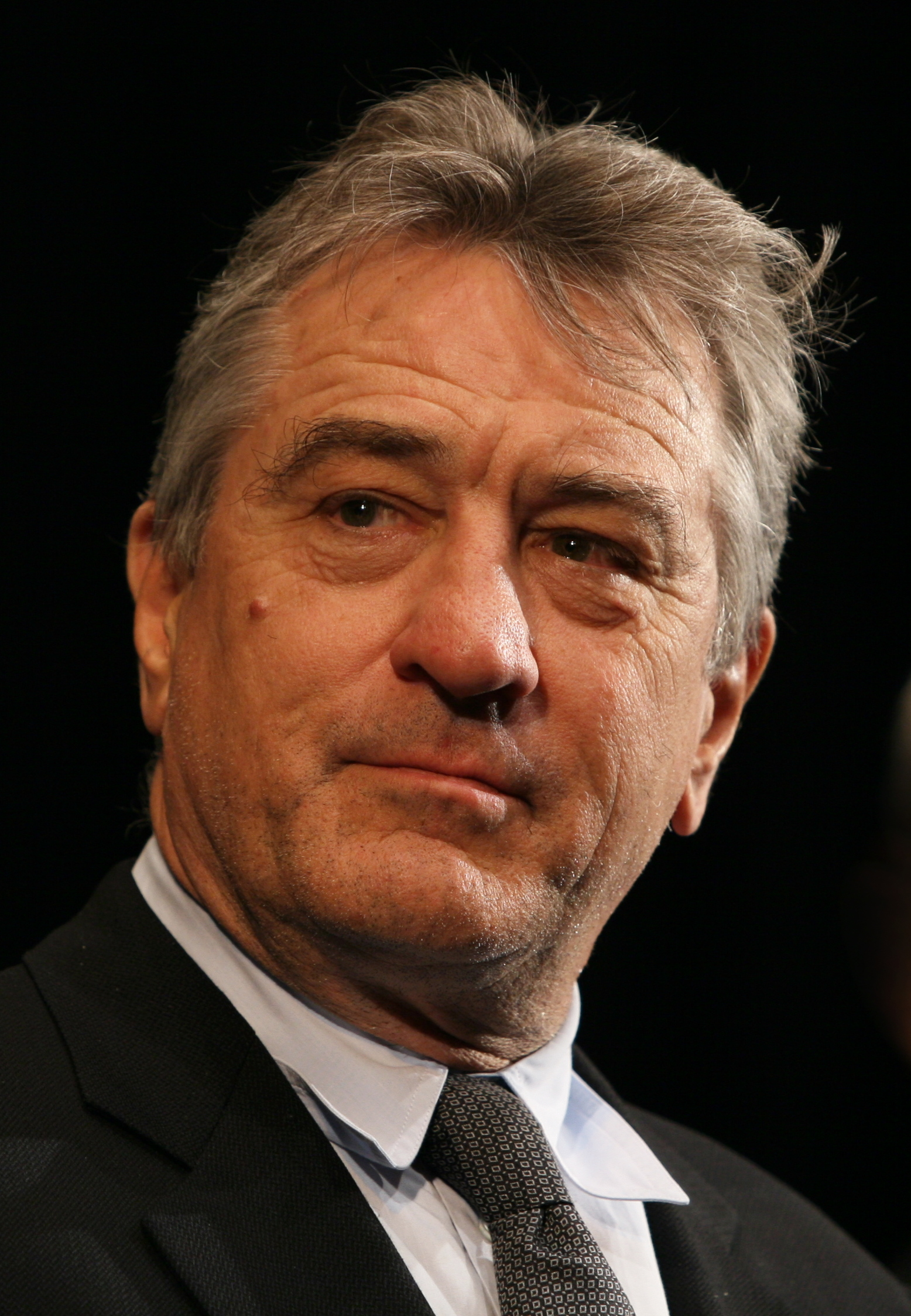
De Niro (2008)

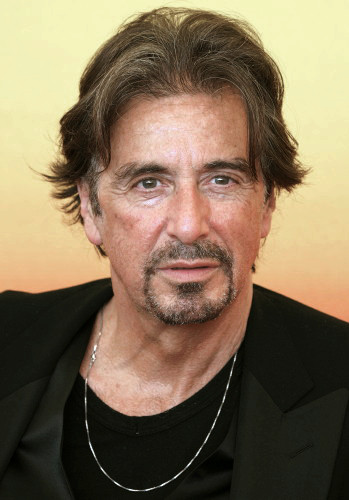
Pacino (2004)

| Aktor                | Rola                          |
| -------------------- | ----------------------------- |
| Robert De Niro       | Frank Sheeran                 |
| Al Pacino            | Jimmy Hoffa                   |
| Joe Pesci            | Russell Bufalino              |
| Ray Romano           | Bill Bufalino                 |
| Bobby Cannavale      | Skinny Razor                  |
| Anna Paquin          | Peggy Sheeran                 |
| Stephen Graham       | Anthony „Tony Pro” Provenzano |
| Harvey Keitel        | Angelo Bruno                  |
| Stephanie Kurtzuba   | Irene Sheeran                 |
| Kathrine Narducci    | Carrie Bufalino               |
| Jesse Plemons        | Chuckie O’Brien               |
| Jack Huston          | Robert F. Kennedy             |
| Domenick Lombardozzi | Anthony Salerno               |
| Paul Herman          | Whispers DiTullio             |
| Marin Ireland        | Dolores Sheeran               |
| Aleksa Palladino     | Mary Sheeran                  |

## Premiera
Premiera filmu miała miejsce 27 września 2019 na Festiwalu Filmowym w Nowym Jorku. Pojawił się później na szeregu innych festiwali filmowych, m.in. 10 listopada na Camerimage. W amerykańskich kinach pojawił się 1 listopada, można go było jednak obejrzeć tylko w niektórych sieciach kin, gdyż reszta zaprotestowała przeciwko szybkiemu wprowadzeniu filmu do dystrybucji cyfrowej przez Netfliksa, które nastąpiło 27 listopada. W polskich kinach film pojawił się jednak zaledwie pięć dni przed premierą w internecie.

## Odbiór

### Box office
Budżet filmu wyniósł 159 milionów dolarów. W Stanach Zjednoczonych i Kanadzie film zarobił w pierwszym miesiącu niecałe sześć mln USD. W innych krajach przychody wyniosły blisko milion dolarów.

### Krytyka w mediach

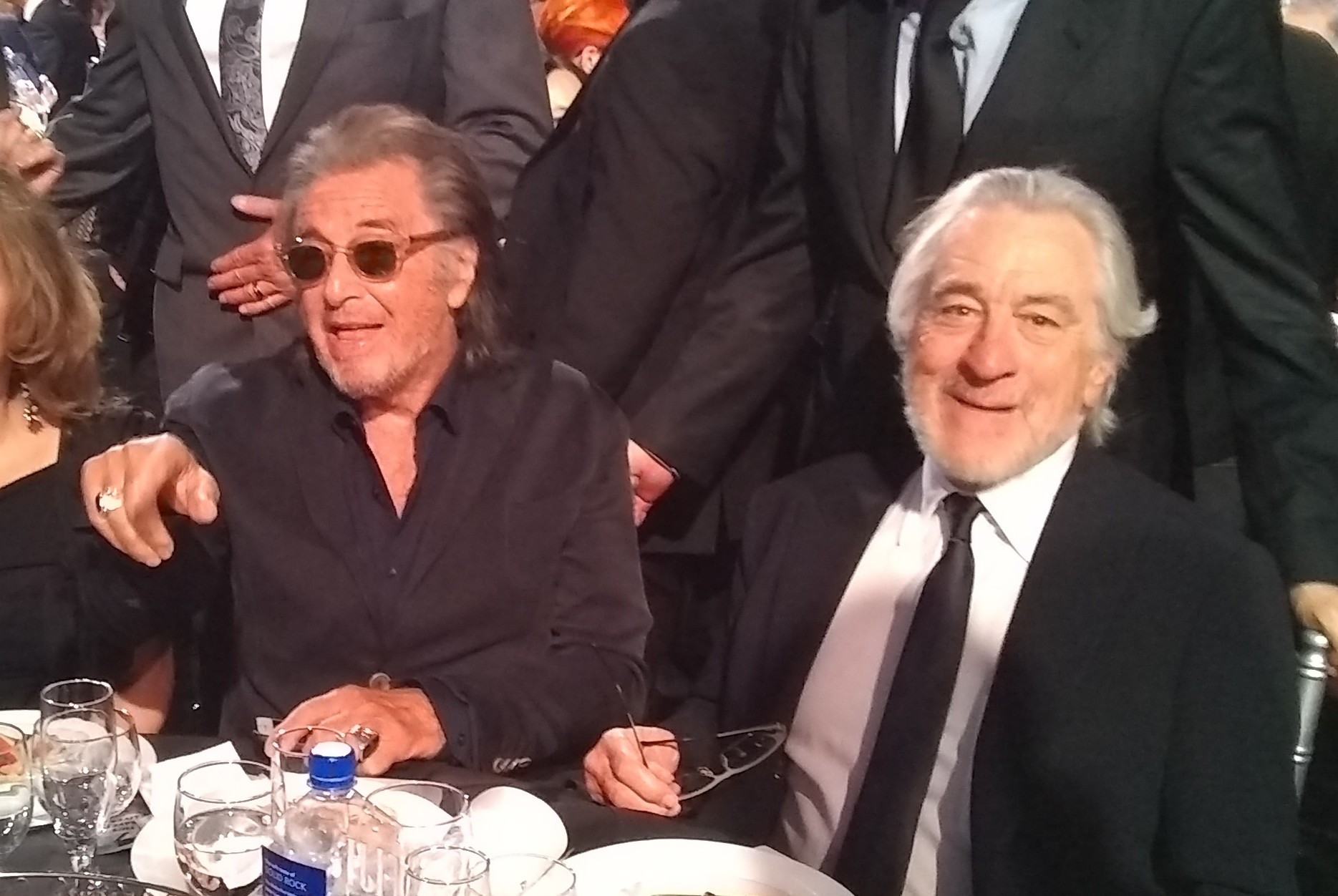
Al Pacino i Robert De Niro na rozdaniu Critic's Choice Awards (2020)

Film spotkał się z bardzo dobrą reakcją krytyków. W serwisie Rotten Tomatoes 95% z 452 recenzji jest pozytywne, a średnia ocen wyniosła 8,80/10. Na portalu Metacritic średnia ocen z 55 recenzji wyniosła 94 punkty na 100.

### Nagrody i nominacje
Film zdobył m.in. po trzy nagrody National Board of Review i Hollywood Film Awards. Na 92. ceremonii wręczenia Oscarów film był nominowany do Nagrody Akademii Filmowej w dziesięciu kategoriach, jednak nie wygrał żadnej statuetki.